# Eduard Confesorul
Eduard Confesorul (sau Eduard Mărturisitorul) (n.  ?, Islip⁠(d), Cherwell, Anglia, Regatul Unit – d. 5 ianuarie 1066, Londra, Regatul Angliei), fiul lui Ethelred al II-lea al Angliei, a fost penultimul rege anglo-saxon al Angliei și ultimul al Casei de Wessex, din 1042 până la moartea sa.
Eduard a fost văzut ca o persoană pioasă, iar domnia sa a fost notabilă datorită dezintegrării puterii regale în Anglia și a avansului puterii familiei Godwin. Biografii săi, Frank Barlow și Peter Rex, îl prezintă pe rege ca fiind unul de succes, energic, plin de resurse și uneori nemilos, dar a cărui reputație a fost pătată pe nedrept de către cucerirea normandă la scurt timp după moartea sa. Alți istorici sunt de părere că aceste lucruri sunt parțial adevărate. În opinia lui Richard Mortimer, întoarcerea Godwinilor din exil în 1052 a însemnat sfârșitul efectiv de exercitare a puterii sale.
Eduard l-a succedat pe fiul cel mare al lui Knut, Hardeknud, restabilind ordinea Casei de Wessex după o perioadă de dominație daneză, de când Knut cucerise Anglia în 1016. Când Eduard a murit în 1066, el a fost urmat de Harold Godwinson (cumnatul său) care a fost învins și ucis în același an de către normanzii lui William Cuceritorul în Bătălia de la Hastings.
Eduard este numit Confesorul, fiind porecla unuia care a trăit o viață de sfânt, dar care nu a fost martir. El a fost canonizat în 1161 de papa Alexandru al III-lea și este sărbătorit pe 13 octombrie în Biserica Romano-Catolică și Biserica Anglicană. Sfântul Eduard a fost unul din sfinții naționali ai Angliei până la regele Eduard al III-lea, care l-a adoptat pe Sfântul George ca sfânt protector al Angliei în jurul anului 1350.

## Primii ani
Eduard s-a născut la Islip, Oxfordshire. În 1013, mama sa Emma de Normandia, sora Ducelui Richard al II-lea al Normandiei, i-a dus pe Eduard și pe fratele său Alfred în Normandia pentru a scăpa de invazia daneză din Anglia.
După o încercare nereușită de a-l îndepărta de pe tronul Angliei pe Harold I în 1036, Eduard se reîntoarce în Normandia. Nobilimea anglo-saxonă l-a invitat pe Eduard înapoi în Anglia în 1041 unde domnea fratele său vitreg, Hardeknud (fiul Emmei și al lui Knud cel Mare). După moartea acestuia la 8 iunie 1042 Eduard accede la tron. Eduard a fost încoronat în Catedrala din Winchester la 3 aprilie 1043.